# Torpedowce typu Adler
Torpedowce typu Adler – austro-węgierskie torpedowce z końca XIX wieku. W 1884 roku w brytyjskiej stoczni Yarrow w Poplar zbudowano dwa okręty tego typu. Jednostki weszły w skład Kaiserliche und Königliche Kriegsmarine w 1886 roku. W 1910 roku nazwę jednostek zmieniono na oznaczenia numeryczne 41 i 42. Okręty wycofano ze służby w 1911 roku, a następnie zostały złomowane.

## Projekt i budowa
Dwa torpedowce typu Adler zostały zamówione przez rząd Austro-Węgier w Wielkiej Brytanii. Oryginalny projekt został wykorzystany później przy budowie brytyjskiego torpedowca HMS TB 80 .
Oba okręty zbudowane zostały w stoczni Yarrow w Poplar (pod numerami stoczniowymi 693 i 694) . Stępki torpedowców położono w 1884 roku, a w grudniu tego roku zostały zwodowane . W 1885 roku jednostki rozpoczęły próby morskie, na których osiągnęły prędkość ponad 23 węzły.
| Okręt           | Stocznia | Położenie stępki | Wodowanie     | Wejście do służby | Los                        |
| --------------- | -------- | ---------------- | ------------- | ----------------- | -------------------------- |
| „Adler” (Tb 41) | Yarrow   | 1884             | grudzień 1884 | 1886              | wycofane w 1911, złomowane |
| „Falke” (Tb 42) | Yarrow   | 1884             | grudzień 1884 | 1886              | wycofane w 1911, złomowane |

## Dane taktyczno-techniczne
Okręty były niewielkimi torpedowcami o długości całkowitej 41,2 metra, szerokości 4,2 metra i zanurzeniu 1,7 metra . Wyporność normalna wynosiła 95 ton, zaś pełna 100 ton . Okręty napędzane były przez maszynę parową o mocy 1300 KM, do której parę dostarczały dwa kotły lokomotywowe . Jednośrubowy układ napędowy pozwalał osiągnąć prędkość 22 węzły . Jednostki zabierały zapas 28 ton węgla.
Okręty wyposażone były w dwie dziobowe wyrzutnie torped kalibru 356 mm . Uzbrojenie artyleryjskie stanowiły dwa pojedyncze działka kalibru 37 mm SFK L/23 Hotchkiss .
Załoga pojedynczego okrętu składała się z 16 osób.

## Służba
SMS „Adler” i SMS „Falke” zostały wcielone do służby w Kaiserliche und Königliche Kriegsmarine w 1886 roku . W 1890 roku w marynarce austro-węgierskiej wprowadzono podział torpedowców na klasy, w wyniku którego obie jednostki zostały przyporządkowane do I klasy. W 1899 roku obie jednostki poddano remontowi i przebudowie. Od 1905 roku obu okrętów używano jako portowych łodzi patrolowych. W 1910 roku na podstawie zarządzenia o normalizacji nazw torpedowce typu Adler utraciły swe nazwy, zastąpione numerami 41 i 42 (SM Tb 41 i SM Tb 42) . Okręty wycofano ze służby w 1911 roku, a następnie zostały złomowane.